# Rauf Engin Soysal
Rauf Engin Soysal (* 8. Oktober 1960 in Istanbul) ist ein türkischer Diplomat.

## Werdegang
Rauf Engin Soysal wurde am 8. Oktober 1960 in Istanbul geboren. Er absolvierte 1978 das Lycée Saint-Joseph und schloss 1982 sein Studium für internationale Beziehungen an der Fakultät für Wirtschafts- und Verwaltungswissenschaften an der Marmara-Universität ab. Für kurze Zeit war er wissenschaftlicher Mitarbeiter an der Marmara-Universität. Er absolvierte 1994 die École nationale d’administration. Seit 1983 arbeitet er im Türkischen Außenministerium. Von 1997 bis 1999 war er Privatsekretär des Außenministers İsmail Cem und von 2000 bis 2002 sein Sonderberater. Im Januar 2007 wurde er zum türkischen Botschafter in Pakistan ernannt. Dieses Amt hatte er bis Juli 2009 inne. Er wurde zum stellvertretenden Unterstaatssekretär des Außenministeriums in der Türkei ernannt. Engin Soysal wurde am 27. September 2010 vom Generalsekretär der Vereinten Nationen, Ban Ki-moon, zum „Sonderbeauftragten für die Hilfe für Pakistan“ ernannt. Danach war er Ständiger Vertreter der Türkei beim Europarates. Am 28. Juni 2014 ging er zurück in die Türkei und wurde am 26. Juli 2014 Unterstaatssekretär im Ministerium für europäische Angelegenheiten der Republik Türkei. Am 31. Oktober 2016 wurde er zum Ständigen Vertreter der Türkei bei der OSZE in Wien.

## Familie
Rauf Engin Soysal ist verheiratet und hat ein Kind. Soysal ist der Sohn des Journalisten Ahmet Muzaffer Soysal und Neffe von Mümtaz Soysal.